# Domuni Universitas
Domuni Universitas, dit Domuni, est un établissement privé d'enseignement supérieur français, fondé et administré par l'Ordre des Prêcheurs, immatriculé UAI n° 0313102D. À dimension internationale, Domuni comprend trois facultés : philosophie, théologie, sciences sociales, ainsi que deux instituts inter-facultaires : le Human Rights Institute et l'Institute for religious Studies.
Si son siège historique est à Toulouse (France), Domuni comprend plusieurs bureaux et sièges relais, en France, en Europe et dans le monde. Des partenariats avec plus de trente établissements d'enseignement supérieur et de recherche renforcent la présence locale et nationale de Domuni en plus de cent dix pays.
Créée à l’origine en langue française (Domuni-FR), Domuni a ouvert des programmes hispanophones (Domuni-ES) en 2012, anglophones (Domuni-EN) en 2013, arabophones en 2014 et italophones en 2017. Plus de cent nationalités sont représentées parmi les 3 500 étudiants réguliers de Domuni,.

## Histoire

### Fondation et gouvernance
Domuni a été fondée en 1999 par les dominicains des Provinces de Toulouse et de France. Le projet a été initié par le frère dominicain Michel Van Aerde. Après avoir passé 5 ans en tant que directeur du Centre Bartolomé de Las Casas au Pérou, ce frère de la province de Toulouse constate l’intérêt d’internet pour les communautés les plus isolées. Pressentant le potentiel du web pour transmettre la richesse du patrimoine intellectuel dominicain au plus grand nombre, le frère forme le projet de créer la première université dominicaine numérique, dont il a été le premier recteur, jusqu'en 2023. Le 1er septembre 2023, Marie Monnet lui a succédé en tant que rectrice pour un mandat de 5 ans. Associée au projet depuis 2005, elle y a été successivement directrice des études (2008) et de la recherche (2013), puis vice-rectrice (2018).
En 1999, les deux provinces dominicaines de Toulouse et de France créent Domuni sous forme d’association loi de 1901. Domuni est déclaré établissement privé d’enseignement supérieur auprès du Rectorat de Toulouse.

### Conventions académiques
En décembre 2010, un accord de rattachement à l’Université Pontificale Saint-Thomas d’Aquin de Rome (Angelicum) est signé permettant à Domuni de proposer des diplômes canoniques en Sciences Religieuses. Le 25 avril 2013, une convention avec l’Université de Lorraine, renouvelée en 2017, puis en 2023, permet de proposer des licences et des masters d'Etat en théologie. Une convention est signée en juin 2017, renouvelée en 2023, avec l'Université catholique de Louvain (UCLouvain) pour offrir un master commun en études bibliques. La même année, une nouvelle convention entre les deux établissements universitaires permet de proposer un bachelor commun en théologie. A l'automne 2023, une convention avec l'Institut Catholique de Vendée (ICES), permet de proposer un programme commun de licence d'Etat en histoire. Tous les programmes sont proposés selon les normes européennes induites par la réforme de Bologne (LMD).

### Rayonnement international
En 2012, Domuni s’ouvre à l’international avec l’inauguration de programmes hispanophones puis anglophones depuis le 15 octobre 2013, arabophones en 2014 et italophones depuis 2017.
En 2019, en raison du rayonnement international de Domuni, le chapitre général des frères de l'Ordre des Prêcheurs place Domuni sous la supervision directe du Maître de l'Ordre des Prêcheurs (Dominicains). Ce statut est renouvelé au chapitre général de 2022.
En 2021, Domuni est l'un des membres fondateurs du réseau des universités et centres de formation de l'Ordre des Prêcheurs.
Aujourd'hui, le corps enseignant est  constitué de plus de 380 professeurs, dont 70% sont des dominicains, et d'une cinquantaine de tuteurs, mentors et membres de l'administration.

## Enseignement et recherche

### Formation
Domuni propose des formations diplômantes (des diplômes d’Etat, des diplômes d'établissement  etc.) en théologie, philosophie et sciences sociales. L'établissement propose également des formations courtes de type "certificats", ainsi que des cours à la carte (1000 cours téléchargeables en pdf).

### Maison d’édition
Domuni a créé en 2012 Domuni-Press, maison d’édition universitaire, qui publie prioritairement les travaux de chercheurs à travers six collections (Bible, Théologie, Histoire, Spiritualité, Société, Recherche). Domuni-Press a signé le 25 octobre 2013 un accord de coédition, avec les Presses universitaires de l'Institut catholique de Toulouse pour certains de ses ouvrages, ainsi qu'avec l'Ecole Biblique et Archéologique française de Jérusalem, en son programme Bible en ses Traditions (2014), pour une collection commune consacrée à la réception des écrits bibliques dans les cultures humaines. Domuni-Press accueille également les ouvrages de jeunes chercheurs prometteurs, dont l'accès à l'édition n'est pas aisé. A diffusion internationale, et afin de favoriser la transculturalité, Domuni-Press publie dans les cinq langues principales de Domuni-Universitas (français, anglais, italien, espagnol et arabe).

### Revues
La recherche au sein de Domuni donne lieu deux fois par an à la publication d’un numéro de la Revue Telos, accessible en ligne gratuitement, en libre accès (open-access). La Revue Telos est une revue scientifique, à comité de lecture. La Revue Telos publie dans les domaines de référence de Domuni, privilégiant les thématiques transdisciplinaires.
Domuni-Press publie également en anglais (uniquement) la Revue JOCAP, Journal of Contemporary African Philosophy dont la direction est assurée depuis l'Afrique australe. La Revue JOCAP est dédiée à la philosophie africaine contemporaine. Elle est également une revue scientifique, à comité de lecture, en libre accès (open-access).

## Admissions et cursus
Les inscriptions et validations ne dépendent pas d’années universitaires académiques mais de l’organisation de chaque étudiant. Le cursus peut être entamé en cours d’année et sa durée peut s’adapter aux contraintes individuelles. Les enseignements délivrés via cinq langues (français, anglais, espagnol, italien, arabe) peuvent être suivis par tout étudiant, y compris s’il ne s’agit pas de sa langue maternelle.

### Une pédagogie personnalisée
Les enseignants-chercheurs de Domuni ont développé une expertise pédagogique, qui est explicitée dans différents articles et émissions TV et radio. Aux côtés des enseignants, des mentors et des tuteurs accompagnent plus particulièrement chaque étudiant, selon ses besoins spécifiques et sa progression personnalisée.

### Un rythme flexible
Les échéances de travail (études, examens) sont flexibles et personnalisables, pour permettre au plus grand nombre de mener à bien leur projet d'études et/ou de recherche, tout en mener de front une vie professionnelle et personnelle. En les rendant compatibles, Domuni est devenu un acteur privilégié de la formation tout au long de la vie.

## Partenariats
Domuni est partenaire de nombreuses universités et centres de recherches et participe ainsi à une large coopération internationale, parmi lesquels, l'Ecole biblique et archéologique française de Jérusalem, l'Institut d'Etudes Orientales du Caire, l'Institut catholique de Toulouse, Universidad Santo Tomas (Bogota), l'Université Saint Joseph de Beyrouth, l'Université Antonine au Liban
L’université entretient une relation particulière avec l’Angelicum de Rome, l’Université de Lorraine et l'Institut Catholique de Vendée (ICES) en France et l'Université Catholique de Louvain en Belgique, avec lesquelles des conventions établissent la reconnaissance réciproque de crédits et de diplômes. Domuni Universitas est également présentée sur le site dominicain des universités studium.op.